# Region wieluński

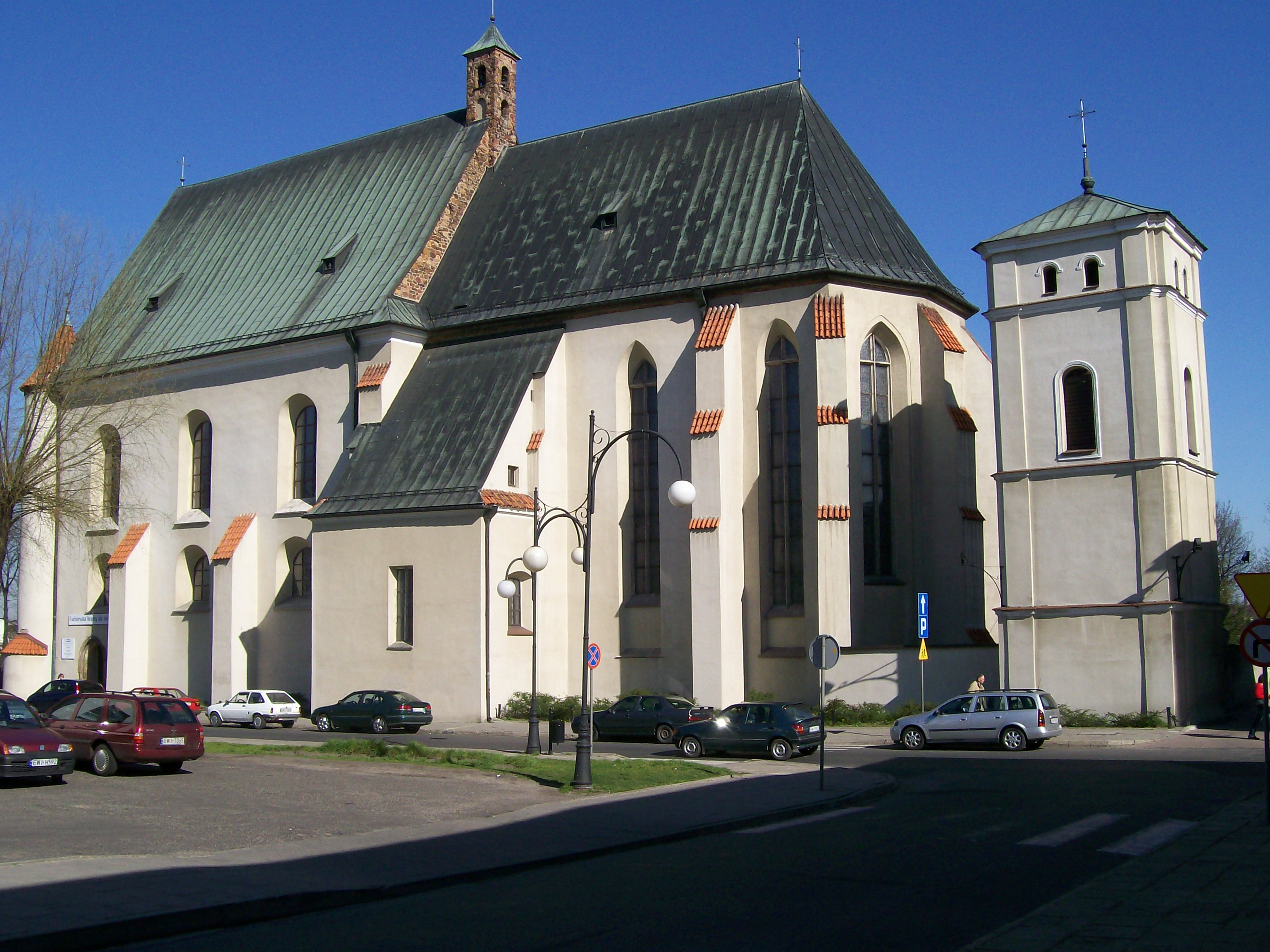
Kolegiata Bożego Ciała w Wieluniu

Region wieluński – jeden z 4 regionów duszpasterskich w rzymskokatolickiej archidiecezji częstochowskiej.
Główna świątynia
- Kolegiata Bożego Ciała w Wieluniu

## Dekanaty
W skład regionu wchodzi 7 dekanatów:
- Działoszyn
- Krzepice
- Mokrsko
- Osjaków
- Praszka
- Wieluń – NMP Pocieszenia
- Wieluń – św. Wojciecha